# Forme del taijiquan
Una forma (套路 in cinese, trascritta come Tao Lu in pinyin) del Taijiquan è una sequenza di movimenti tra loro collegati per formare un esercizio continuo. Può essere anche interpretata come un combattimento contro le ombre e la sua pratica è utile sia per esercitare l'aspetto marziale della disciplina sia i movimenti del Qi gong. 
Ogni stile ha forme proprie che ne mettono in evidenza le specificità.

## Taijiquan stile Chen
Lo stile Chen, il più antico del Taijiquan, ha sia forme da eseguire a mani nude sia con armi.

### Forme a mani nude
Le due forme Lao Jia (antica intelaiatura) sono le più antiche del taijiquan. Definite da Chen Changxin, fondatore dello stile Chen, sono alla base anche di forme dello stile Yang: 
1. Lao Jia Yi Lu (antica intelaiatura, prima forma) di 75 movimenti soprattutto di tipo Yin che Yang, il fajing (forza, esplosione di energia) è parte della forma e per nulla elemento secondario
2. Lao Jia Er Lu (antica intelaiatura seconda forma), nota anche come Lao Jia Pao Chui (antica intelaiatura, pugno cannone), di 43 posizioni pone particolare accento sul fajing con improvvisi cambi di direzione che ne rendono faticosa l'esecuzione

queste sono state ammodernate in epoca recente dal maestro Chen Fake con l'aggiunta di nuovi movimenti e sono note come Xin Jia
1. Xin Jia Yi Lu (nuova intelaiatura, prima forma) di 83 posizioni
2. Xin Jia Er Lu (nuova intelaiatura, seconda forma) o Xin Jia Pao Chui (nuova intelaiatura, pugno cannone) di 71 posizioni

Oltre a queste, ne sono state definite altre più brevi pensate per venire incontro alle esigenze di praticanti che possono concedere allo studio della disciplina solo un tempo limitato:
- la forma di 11 posizioni del maestro Limin Yue
- la forma di 13 posizioni del maestro Zhu Tiancai
- la forma di 18 posizioni del maestro Chen Zhenglei;
- la forma di 19 posizioni del maestro Chen Xiaowang;
- la forma di 24 posizioni del maestro Feng Zhi Qiang
- la forma di 38 posizioni ancora del maestro Chen Xiaowang
- la forma di 36 posizioni della maestra Kan Guixiang

### Forme con armi
Le armi utilizzate nelle forme dello stile chen del taijiquan sono sciabola (Dao), spada (Jian), lancia ed alabarda:
- Forma del ventaglio
- Chen Shi Taiji Quan Dan Dao (Forma della sciabola)
- Chen Shi Taiji Quan Dan Jian (Forma della spada) di 23 posizioni
- Chén Shì Tàijí Dān Jiàn Forma della spada di 49 posizioni
- Li Hua Qiang (Lancia del fiore di pero) di 72 posizioni
- Bai Yuan Gun (Bastone della Scimmia Bianca) di 3, 8 e 13 posizioni
- Chen Shi Taiji Quan Shuang Dao (Forma della doppia sciabola)
- Chen Shi Taiji Quan Shuang Jian (Forma della doppia spada)
- Chun Jiu Da Dao (Alabarda della primavera e dell'autunno) di 30 posizioni

## Taijiquan stile Yang

### Forme a mani nude
- forma Yang di   8 posizioni standard (八式简化太極)
- forma Yang di  10 posizioni
- forma Yang di  12 posizioni
- Taijiquan famiglia Yang forma 13
- Taijiquan famiglia Yang forma 16
- forma Yang di  16 posizioni standard (十六式简化太極拳)
- forma Yang di  24 posizioni standard (二十四式简化太極拳) codificata nel 1956 su iniziativa del Comitato per lo sport della Repubblica Popolare Cinese
- forma Yang di  37 posizioni, codificata dal maestro Cheng Man Ch'ing (鄭曼青)
- forma Yang di  40 posizioni da competizione (四十式傳统竞赛套路)
- forma Yang di  42 posizioni
- forma Yang di  43 posizioni
- forma Yang di  46 posizioni da competizione
- forma Yang di  48 posizioni (综合48式太極拳)
- Taijiquan famiglia Yang forma 49
- forma Yang di  88 posizioni
- Taijiquan famiglia Yang forma 103
- forma Yang di 108 posizioni detta anche "lunga" o "originale" o "tradizionale", anche se modificata da Yang Chengfu (傳统108 式太極拳)

Le forme 13, 16, 49 e 103 sono proprie della Famiglia Yang, mentre le altre sono state create esternamente ed ispirate allo stile tradizionale della Famiglia.

### Forme con armi
- forma Yang di  13 posizioni standard con la sciabola
- Taijiquan famiglia Yang forma con la sciabola 13 mosse
- forma Yang di  16 posizioni standard con la spada
- forma Yang di  16 posizioni combinata standard con l'alabarda
- forma Yang di  32 posizioni con la spada (三十二式简化太極劍)
- forma Yang di  54 posizioni con la spada
- forma Yang di  64 (Stile Kuang Ping)
- Taijiquan famiglia Yang forma con la spada 67 movimenti (Yang Zhenduo)

Anche qui, solamente le forme 13 della sciabola e 67 della spada sono proprie dello stile della Famiglia Yang, mentre le altre sono state create esternamente.

## Taijiquan stile Fu
- forma Fu breve di 36 posizioni
- forma Fu avanzata di 53 posizioni
- forma Fu di 56 posizioni con la spada
- forma Fu di 67 posizioni
- forma Fu di 105 posizioni

## Taijiquan stile Sun
- forma Sun breve di 35 posizioni
- forma Sun moderne di 40 posizioni
- forma Sun tradizionale di 42 posizioni
- forma Sun da competizione di 73 posizioni
- forma Sun lunga di 97/98 posizioni

## Taijiquan stile Wu
- forma Wu da competizione di 46 posizioni
- forma Wu breve di 49 posizioni
- forma Wu da competizione di 54 posizioni
- forma Wu antica di 81 posizioni
- forma Wu lunga di 96 posizioni
- forma Wu lunga di 108 posizioni

## Forme Combinate
elenco di forme costruite prendendo posizioni originarie di stili diversi
- forma combinata di 32 posizioni
- forma combinata da competizione di 42 posizioni
- forma combinata di 48 (in uso fino alla definizione di quella da 42)
- forma combinata di 66 posizioni (citata in alcuni testi antichi, ma andata perduta)
- forma combinata di 67 posizioni